# Fastosarion brazieri
Fastosarion brazieri är en snäckart som först beskrevs av Cox 1873.  Fastosarion brazieri ingår i släktet Fastosarion och familjen Helicarionidae. Inga underarter finns listade i Catalogue of Life.